# 3420 Standish
3420 Standish este un asteroid din centura principală, descoperit pe 1 martie 1984 de Edward Bowell.